# Seles Nafes
Seles Nafes (Belém, 26 de janeiro de 1972) é  ex-apresentador, empresário, proprietário do portal de notícias SelesNafes.Com. Vive no Amapá desde 1992 Antes de ser comunicador foi atleta de vôlei e músico. é ex-apresentador da Rede Amazônica (afiliada da Rede Globo), muito conhecido por ter sido âncora do APTV da Rede Amazônica (Afiliada da Rede Globo no Amapá). Era o principal telejornal do almoço no Amapá, cobrindo os principais acontecimentos do Amapá e Região

## Biografia e Carreira
Em 2016, após 19 anos trabalhando na Rede Amazônica, o jornalista deixou a emissora para se dedicar a outros projetos pessoais dele, entre os quais o portal e assessoria de comunicação. Na emissora, o jornalista construiu uma grande carreira. Foi produtor, repórter, editor e apresentador. Apresentou o Amapá TV durante 10 anos. Trabalhou em rádios e jornais impressos de Macapá no Amapá. Em 1 de dezembro de 2013, colocou no ar o site homônimo para ser um blog político, mas o veículo acabou se transformando num portal de notícias 